# Acadèmia d'Infanteria de Toledo
La Acadèmia d'Infanteria (ACINF) és un centre de formació militar de l'Exèrcit de Terra espanyol situat a la localitat de Toledo. El centre s'encarrega d'oferir formació bàsica, especialització i formació d'oficials, suboficials i tropa de l'Arma d'Infanteria.

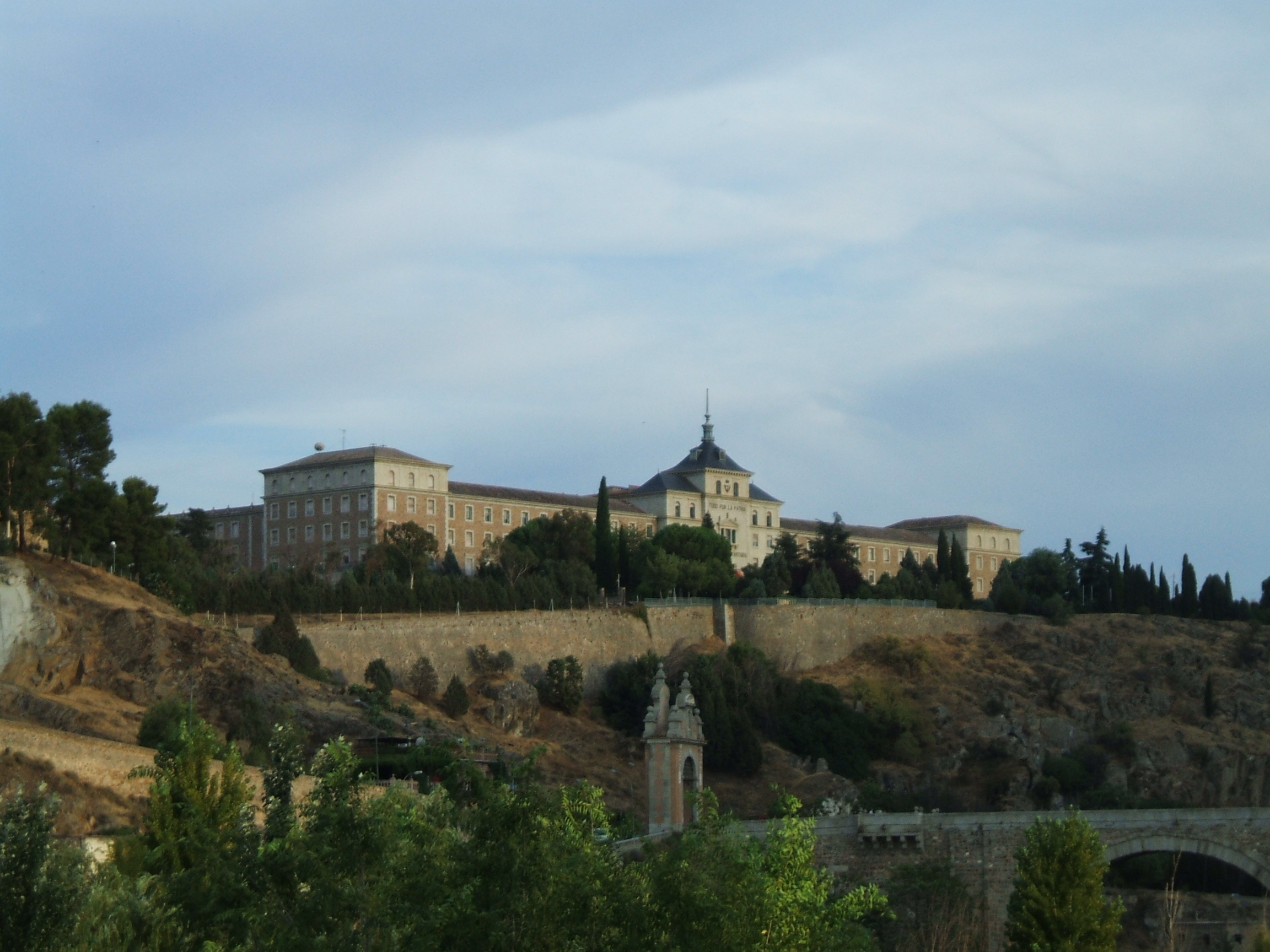
Acadèmia d'Infanteria de Toledo

## Història
L'acadèmia va ser creada amb el nom de Col·legi d'Infanteria a Toledo, en 1850. El 17 d'octubre de 1875, després d'haver estat traslladada temporalment a Madrid, es va instal·lar a l'Alcàsser de Toledo. Va desaparèixer en 1882 en ser absorbida per la recentment creada Acadèmia General Militar, però va tornar a constituir-se com a Acadèmia d'Infanteria quan l'Acadèmia General Militar va ser dissolta en 1893.
Entre els alumnes més destacats de l'Acadèmia d'Infanteria durant els primers anys del segle xx, etapa en la qual era coronel director José Villalba Riquelme es troben els que serien els màxims caps militars dels exèrcits enfrontats en la Guerra Civil Espanyola: Francisco Franco, Generalíssim de l'Exèrcit revoltat i Vicente Rojo Lluch, Cap de l'Estat Major Central de l'Exèrcit Popular de la República.
Després de la creació de l'Acadèmia General Militar en 1927, l'Acadèmia d'Infanteria es converteix en Acadèmia d'Aplicació d'Infanteria. Dissolta l'Acadèmia General Militar en 1931, l'Acadèmia d'Infanteria es fusiona amb les Acadèmies de Cavalleria i d'Intendència En octubre de 1939, acabada la Guerra Civil, la Direcció General d'Ensenyament Militar restablí les Acadèmies especials de les Armes. El primer director en la nova etapa seria el Coronel d'Infanteria habilitat Santiago Amado Lóriga.
En 1974 l'Acadèmia es va fusionar amb l'Escola d'Aplicació i Tir d'Infanteria, que tenia la seva seu a Madrid, igual que ho fessin les altres Acadèmies de les armes amb les respectives Escoles d'Aplicació.

## Seu
La seu històrica de l'Alcàsser de Toledo ja havia sofert un incendi en 1887 i va resultar completament destruïda durant la Guerra Civil.
En acabar la guerra, l'Acadèmia d'Infanteria va estar instal·lada provisionalment en Saragossa, a l'edifici de l'Acadèmia General Militar, i a Guadalajara, a la seu de la Fundació de San Diego de Alcalá. A partir del curs 1948-1949 tornà a Toledo, a un edifici de nova construcció, obra dels enginyers militars Tinent Coronel Manuel Carrasco Cadenas, Tinent Coronel Arturo Ureña Escario i Tinent Coronel Julio Hernández García. L'edifici, d'estil neorenaixentista, harmonitza bé amb l'Alcàsser, situat just al davant.

## Directors[8]

### Col·legi d'Infanteria
- Brigadier Antonio Sánchez Osorio (1850-1854)
- Brigadier Carlos Bayer y Asarau (1854-1858)
- Brigadier Ángel de Losada y Litta (1858-1862)
- Coronel Vicente Revest y Requena (1862-1864)
- Coronel José Santa Pau y Bayona (1864)
- Coronel Ángel Cos-Gayón y Pons (1864-1866)
- Coronel Manuel Pereyra y Abascal (1866-1867)
- Coronel Juan Burriel y Linch (1867-1868)
- Coronel Mariano Salcedo y Fernández (1868-1869)

### Acadèmia d'Infanteria, Primera Època
- Coronel José de Olañeta y Boves (1874)
- Brigadier José Claver y Sola (1874-1875)
- Brigadier José de la Iglesia y Tompes (1875-1876)
- Coronel Alejandro Lozano y Ascarza (1876)
- Coronel Alejandro de Benito y Álvarez (1876-1883)

### Academia de Infantería, Segunda Época
- Coronel Juan Ostenero y Velasco (1893-1901)
- Coronel Darío Díez Vicario (1901-1903)
- Coronel Niceto Mayoral Zaldívar (1903-1904)
- Coronel Juan San Pedro y Cea (1904-1908)
- Coronel Luis Fridrich Domec (1908-1909)
- Coronel José Villalba Riquelme (1909-1912)
- Coronel Severiano Martínez Anido (1912-1914)
- Coronel Enrique Marzo Balaguer (1914-1918)
- Coronel Germán Gil y Yuste (1918-1921)
- Coronel Antonio Losada Ortega (1921-1923)
- Coronel Eugenio Pérez de Lerma y Guasp (1923-1927)
- Coronel Carlos Guerra Zagala (1927-1928)
- Tinente Coronel Rafael González Gómez (1928-1929)
- Comandant Enrique Fernández Fernández (1929)
- Coronel Mariano Gamir Ulibarri (1929-1931)

### Acadèmia d'Infanteria, Cavalleria i Intendència
- Coronel Mariano Gamir Ulibarri (1931-1933)
- Tinent Coronel (a partir de març de 1935, Coronel) José Abeilhe Rodríguez-Fito (1933-1936)

### Acadèmia de Transformació d'Infanteria
- Coronel Santiago Amado Lóriga (1939-1943)

### Acadèmia d'Infanteria, Tercera Època
- Coronel Amador Regalado Rodríguez (1943-1948)
- Coronel Manuel Medina Santamaría (1948-1952)
- Coronel José Otaolaurruchi Tobía (1952-1956)
- Coronel Joaquín Agulla Jiménez-Coronado (1956-1959)
- Coronel Diego Mayoral Massot (1959-1962)
- Coronel Mateo Prada Canillas (1962-1965)
- Coronel Manuel de Lara del Cid (1965-1969)
- Coronel Marcelo Aramendi García (1969-1974)
- General de Brigada Luis Álvarez Rodríguez (1974-1976)
- General de Brigada Bienvenido Barrios Rueda (1976-1978)
- General de Brigada Eduardo Bayo Hoya (1978-1981)
- General de Brigada Francisco Vidal Garau (1981-1982)
- General de Brigada José Gastón Molina (1982-1984)
- General de Brigada Ramón Porgueres Hernández (1984-1986)
- General de Brigada Fernando Martínez Valín (1986-1988)
- General de Brigada Máximo de Miguel Page (1988-1990)
- General de Brigada Juan Manuel Bada Requena (1990-1993)
- General de Brigada Rafael de Valenzuela Teresa (1993-1996)
- General de Brigada Luis Alejandre Sintes (1996-1997)
- General de Brigada Fernando López de Olmedo y Gómez (1997-1998)
- General de Brigada Ignacio Romay Custodio (1998-2001)
- General de Brigada José Ángel Armada Sarriá (2001-2002)
- General de Brigada Juan Miguel Mateo Castañeyra (2002-2005)
- General de Brigada César Muro Benayas (2005-2008)
- General de Brigada Adolfo Orozco López (2008-2011)
- Coronel/General de Brigada Fernando Aznar Ladrón de Guevara (2011-2015)